# Magyar Pál (várnagy)
Magyar Pál mester az Anjou-kor kezdetén kialakuló új arisztokrácia egyik „homo novus”-a. A magyar királyság első kincstartója.
A korabeli iratokban magister Paulus dictus Magyar illetve magister Pauli dicti Magyar (Magiar)-ként szerepel.

## Származása, rokonai
Valószínűleg a Felső-Tisza vidékéről köznemesi családból származott, birtokai mind szerzeményesek.
Testvére – Pór Antal szerint – Tamás, kinek fiai István és János, közülük István Magyar Pál gimesi (Gymus) várnagysága idején mint helyettese szerepel. – Aki valószínűleg azonos az egy 1346-os ítéletlevélben tihanyi várnagyként említett Magyar Istvánnal, kinek Ilona nevű leánya ekkor a veszprémvölgyi zárda egyik apácája volt.
Rokona lehetett még Magyar Dénes nevű officiálisa is, kinek nevével Magyar Pál demecseri birtokához kapcsolódó hatalmaskodás ügyében találkozunk.
Második felesége a Nádasd nemzetségből származó Gelsei Margit volt, aki – mivel családját annak pártállása miatt még kiskorában elveszítette,– 1332 -ben történt fiúsítása révén családja minden javainak örököse lett. A fiúsítás időpontjában (1332. november 8., első hazai fiúsítás) Gelsei Margit már Magyar Pál társaként szerepel.
Ezen házassága révén rokonságba kerül Köcski Sándor országbíró családjával és a Nádasd nemzetség Pető ágával.
Gyermekei: első házasságából Domonkos, második házasságából Erzsébet és László.
Leányának férje egy későbbi – valószínűleg hibás keltezésű – iratból beazonosíthatóan Körtvélyesi (Kwrthweles) Miklós volt.

## Élete, pályafutása

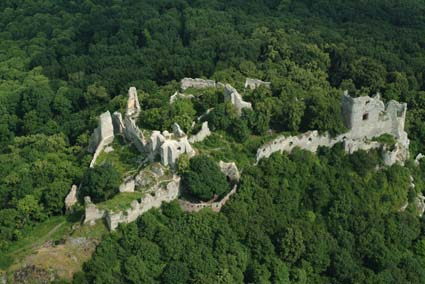
Gímes vára

Károly Róbert országba jövetelétől a király oldalán található, kezdetben udvari vitéz majd:
- 1323–1355 között gimesi várnagy (castellanus),
- 1324–1326 között tárnoknagy (maior tuarnicorum regis),
- 1340-től mint királyi kincstartó (thesaurarius).

Tagja volt a királyi udvari bíróságnak is. Jelentős szerepe volt – mint királyi biztosnak – a királyi birtokok visszaszerzésében.
1323 elején a budai káptalan által kiállított irat szerint Magyar Pál mester, mint udvari vitéz a királytól adományként kapott Pátrohát a rajta lévő kőegyházzal együtt 20 márka ellenében örök birtokul veheti.
1324 november elején a győri káptalan I. Károlynak írt jelentéséből, már mint gimesi várnagynak Gelse és Mákfa (Makua) vas vármegyei valamint Zala (Pacsa) és Páhok (Paah) Zala vármegyei birtokokba való beiktatásáról értesülünk. Ezen birtokok a gelsei hatalmaskodást megelőzően, második felesége – Gelsei Margit – családjának birtokában voltak. A család másik ága – Gelsei Márk fia Pethő (Pethew) – a beiktatásnak ellentmond, a király elé idézve azonban ellentmondását visszavonja.
1325 október végén egy Köcski Sándor országbíró által Visegrádon kiállított oklevélből, Magyar Pál gimesi várnagynak a szatmár vármegyei Kisszalka (Kywzalka) és Belszalka (Belzalka) birtokokra és a szabolcs vármegyei Tos birtokra vonatkozó új szerzeményeiről értesülünk.
1327-ben nevével Szőlős, Csopak, Paloznak, Örs és Ábrahám zala vármegyei birtokok lefoglalása ügyében találkozunk.
A Magyar Pál által a király számára lefoglalt birtokokat a veszprémi egyház bemutatott 1082 és 1222 évi privilégiális iratai alapján Köcski Sándor az egyház jogos tulajdonául ítéli, az ítéletet I. Károly csak 1330-ban erősíti meg.
1329 közepén a király Magyar Pálnak – jobbágyait érintő – ítélkezési kiváltságot biztosít, melyet 1332-ben új pecsétjével is megerősít.
1331-ben mint gimesi várnagy a nyitra vármegyei Gron-i Benedek – rendi kolostor szegénysorú lakóinak, a kolostor Solmos és Újfalu között található Báluány nevű prédiumára földbérleti jövedelmet biztosít.
Magyar Pál ez évben szerezte meg a bodrog vármegyei Alsóadorján (Oladryan) és Adorján (Adrián) birtokokokat – Moogh és Keled utódaitól – mely szerzemények 1354 -ig egyik legtöbbet hivatkozott uradalmának alapját képezték.
1332. november 11-én Károly Róbert megerősíti az 1324 évi Gelse, Mákfa, Zala és Páhokra vonatkozó adományában. A királyi megerősítés bizonyosan szorosan kapcsolódik feleségének, ezt három nappal megelőző fiúsításához.
Magyar Pál ügyeit több esetben is ügyvédek képviselték – először 1334 –ben Bana fia Lukács ügyvédjének nevével találkozunk.
1335-ben Drugeth Vilmos nádor előtt Várdai János birtokai használatától tiltja Magyar Pál pátrohai és ajaki jobbágyait.
Károly Róbert ez év végén – a kői káptalan által lefolytatott beiktatás és határjárás alapján – erősíti meg Felsőadorján (Felseuadrian) birtokában – birtokrészében – is.
1337 tavaszán Nagymartoni Pál országbíró által Visegrádon kiállított oklevél szerint Zolouch utódai a szatmár vármegyei Kék (Keek) birtokot örökjogon átruházzák Magyar Pál gimesi várnagyra.
Az év végén Pál országbíró utasítja az egri káptalant, fia Domonkos mester Bogda birtok negyedrészébe történő bevezetésébe, mivel azt királyi adományként megkapta.
1338 május elején a csanádi káptalan királynak írt jelentéséből Temes és Keve vármegyék közt fekvő Borzuatuebaka nevű birtokának határjárásáról értesülünk.
1341 február elején I. Károly a Magyar Pál által meghagyásra elfoglalt két keve vármegyei birtok – felmutatott oklevelek alapján történő – visszaadásáról intézkedik.
Ez év május végén a király Magyar Pál kérésére, a bodrog vármegyei Alsó – és Felső – Adorjánban lakó servienseit és föld nélküli jobbágyait más jobbágyaihoz hasonlóan az ország rendes bíróságainak hatósága alól kiveszi – így csak a király vagy más királyi bíróság ítélkezhet felettük.
Szeptember közepén I. Károly a Damas-i vadásztanyán, hű szolgálataiért a sopron vármegyei Rábaközben fekvő Dág (Daag) és Tyák (Thyak) birtokokat adományozza.
1342. július 16-án Károly Róbert meghalt, a király halálát követően több esetben is találkozunk Magyar Pál elleni tiltakozásokkal. Elsőként 1342 augusztusában Krassó megye előtt Heym fia Pál comes tiltakozott, mert Rayka nevű kenézét minden javaival Magyar Pál Bratan nevű kenéze az ország igazsága ellenére annak birtokára áttelepítette.
1343 januárjában I. Lajos király előtt Biri-i János fia Tamás tiltakozott Magyar Pál ellen, mivel az Köcski Sándor alországbírója Péter révén őt nemes volta ellenére bebörtönöztette és addig kínoztatta míg halálfélelmében a szatmár vármegyei Béltelek (Beltuk) és Pócslaka (Pochloka) nevű birtokait neki nem ajándékozta. – Az ügyek további folytatásáról nem található irat.
1344 szeptemberében Visegrádon, I. Lajos király előtt a Koppan nembéli Kemey-i Miklós maga és a fiai nevében a komárom vármegyei Konkoly (Kunkul) birtokot Magyar Pál gimesí várnagynak adta és kötelezte magát – amennyiben ezt fiai Lengyelországból való visszaérkezésük 15. napján nem erősítik meg – kártérítésként 40 budai márka megfizetésére. A következő hónap elején Erzsébet királyné a nyitra vármegyei – a várnagy által használatra átegendett – Koachy és Gerencher birtokok Gimes várához történő visszavételére utasítja és egyben meghagyja, hogy bírói úton a várnagy ellenében 
semmiféle ítéletet hozni ne merészeljenek.
November végén Nagymartoni Pál országbíró előtt a Harazth nemzetségből származó Tarnuk- i nemesek a Bodrog vármegyében a Tisza (Tycie) partján fekvő Felsőadorjánt (Fulseuadryan) minden tartozékával és haszonvételével, a rajta lévő Szent Márton egyház és kolostor patronátusi jogával és a tiszai rév vámjövedelmével 60 budai márka zálogösszegen Magyar Pál gimesi várnagynak és örököseinek átengedték. Egyúttal kötelezettséget vállaltak a birtok vitás ügyei – hitbér, jegyajándék és leánynegyed – miatt Pál mester és utódai megvédésére is.
Magyar Pál ez év december 21-én a titeli káptalan előtt tette első végrendeletét. Ebben a feleségére, Margit asszonyra hagyja Sopron, Zala és Vasvár vármegyékben fekvő vásárolt birtokait, budai és esztergomi házát, visegrádi telkét és Óbuda területén lévő szőlőjét; leányára Erzsébetre pedig Szabolcs, Bodrog, Temes és Esztergom vármegyékben fekvő – tételesen felsorolt -birtokait az Adorján birtokon lévő ménessel és a Buda melletti Szent Jakab faluban lévő szőlővel. Meghagyva azt is, hogy a birtokokkal szabadon rendelkezzenek.
1345 január elején a bácsi káptalan előtt Magyar Pál és fiai, valamint a név szerint felsorolt Tarnuk- i nemesek bemutatták Nagymartoni Pál országbíró Felsőadorján birtok és tartozékai adásvételére vonatkozó oklevelét és kinyilvánítják, hogy az ebben részletezett feltételek mellett 54 budai márka és 6 márka értékű 10 ménesbeli ló ellenében a birtokot Magyar Pál mesternek és fiainak eladták.
A bácsi káptalan ezen oklevelét Nagymartoni Pál országbíró Magyar Pál – még mint gimesi várnagy – kérésére február elején átírja.
Ez évben tiltakozik Zward Szabolcs vármegye alispánja előtt Várdai János mester Miklós nevű officiálisa Magyar Pál mester Konak István nevű officiálisa és szolgái ellen, mivel ezek a várdai (Warada) vásárra menő kereskedőket feltartóztatták.
1346-ban felesége és annak rokonai közötti birtokviták folytatásaként I. Lajos király előtt Magyar Pál, fia László valamint Margit asszony másfelől Márk fia Pethő megállapították, hogy őseiktől örökölt birtokaikat: Gelse, Makwa, Mezado, Sarfewmezado, Hodaz, Zalateluk, Pah és Derze tőlük az idők folyamán elidegenítették, ezeket azonban Károly király örökjogon Margit asszonynak adományozta. Margit asszony Makwa, Hodaz és Zalateluk birtokokat feltételesen rokonának Márk fia Pethőnek adja.
1346 február végén I. Lajos király előtt Magyar Pál mint Nyakas Pál feleségének és gyermekeinek pártfogójaként lép fel, tiltakozik Nyakas Pál ellen mivel az a megbízóit megillető kiskércsi (Kyskerch) birtokrészeket el akarja adni.
A vasvári káptalan március végén kiállított oklevele Magyar Pál mézadói hospeseinek az ellenük – az Iwanch-i Aykas János és famulusai által – elkövetett gaztettekért szolgáltatott elégtételéről ad bizonyságot.
November végén I. Lajos király Szeri Pósa mester és fiai panaszának – Magyar Pál offiiciálisa által Petre villánál történt hatalmaskodás – kivizsgálására utasítja az aradi káptalant. Az aradi káptalan és Temes megye december elején kiállított jelentése szerint a panaszosokat – a királyi udvar milesét – mikor tisztségük helyéről birtokaikra akartak menni, Magyar Pál mester officiálisa cinkosaival és a nevezett villa népeivel megtámadta, 300 juhukat és ingóságaikat elvette, három famulust és az asszonyok kocsijának lovait nyíllal megsebesítették és a Temes folyón az átkelésre szolgáló hidat lerombolták. December végén I. Lajos király, a várnagy kérésére átírja a vasvári káptalannak a Rábaközben (Rabakuz) lévő Tyák és Dág – melyet Magyar Pál királyi adományként kapott – határjárásáról készített jelentését.
1347 február végén Magyar Pál és fia László I. Lajos király előtt bizonyságot nyer arról, hogy Köcski Sándor fia György a Rábaközben fekvő két Pálit (Paly) a zálogból nem váltotta vissza.
Még ez év közepén I. Lajos király előtt István budai prépost – a szomszédság címén – tiltja Köcski Györgyöt a két Páli Magyar Pál mester részére történő elidegenítésétől, Magyar Pált pedig a birtokok használatától.
Egy július elején kiállított jelentés Nagymartoni Pál országbíró parancsára az egri káptalan kiküldöttei és a királyi ember által a szatmár megyei Kék birtokhoz tartozó halászóhelyek határjárásáról tájékoztat. A jelentés szerint Magyar Pál a birtokhoz tartozó 11 halászóhely határjárását megakadályozta.
1349 augusztusában Gilétfi Miklós nádor két Zalkamathe-i jobbágyának – kik Zalka faluból kijövet Chahuli János mester három ménesbeli lovát megsebesítették – hatalmaskodásáról állit ki bizonyító iratot, mivel a megye hatósága a nádor kérésére megerősítette a hatalmaskodást.
1350. január 29-én Erzsébet királyné előtt újra végrendelkezik, végrendeletében lányára Erzsébetre hagyja az esztergom megyei Dag és Saras, a szatmár megyei Bach, a szabolcs megyei Devecher valamint a bodrog megyei Fulseu Adryan és Olsou Adryan possesiókat, a budai Szent Jakab (Sancti Jacobi de Buda) villa területén lévő szőlőt és az Adryan birtokon lévő negyven lovat.
A végrendelet tartalmilag jó egyezést mutat az 1344 évi titeli káptalan előtt tett végrendelet lánya javára vonatkozó rendelkezéseivel, ennek – Erzsébet királyné általi – megerősítéseként tekinthető. Az oklevél szerint a végrendelkezésre lánya kérésére, Magyar Pál római zarándoklatra – Péter és Pál apostolok küszöbjének felkeresése – való indulása előtt került sor.
Ez évben más zarándoklatokról is tudunk, április elején a pápánál kihallgatáson lévő Jegerndorfi Pál, Erzsébet királyné folyamodványának előterjesztése során a szentföld 13 zarándok általi meglátogatására kér engedélyt.
Magyar Pál római útjára a megfelelő alkalmat valószínűleg I. Lajos király második nápolyi hadjárata szolgáltatta, a király 1350. április 18-án indult el Zengből a tengeren át Apuliába és Rómán át október 25-én érkezett haza.
Ezen esemény Magyar Pál életében fordulópontnak tekinthető, a későbbi oklevelekből kitűnőleg visszavonul, a birtokügyek rendezését felesége Gelsei Margit veszi át.
A század második felében Magyar Pál és felesége a Vas megyei Pápocra (Papuch) költözik – egy 1367-es oklevél néhai Papuch-i Magyar Pál mesterként említi. A településen végzett későbbi jelentős alapításaik arra utalnak, hogy Pápocot a házaspár végleges lakóhelyének szánta.
1351 júniusában a néhai Dózsa nádor fia Jakab mester szabolcsi ispán és négy szolgabíró bizonyítják a megye közgyűlésén Nagysemlyéni Mihály és Bánki Pál vádját – mely szerint még gyermekkorukban Magyar Dénes Székely (Zekul) nevű birtokuk határait lerontva újakat emelt, s ez által birtokuk egy részét Magyar Pál demecseri (Deuecher) birtokához csatolta. A következő hónap végén Gilétfi Miklós nádor – a kunok bírája – elrendeli, hogy Magyar Dénes nevű officiálisa ura nevében november 18-án a királyi kúriában mutassa be annak Demecser birtokra vonatkozó oklevelét, annak bizonyítására, hogy nem történt jogtalan foglalás. Egy másik ugyanezen napon keltezett oklevélben Miklós nádor tanúsítja a Szabolcs megye szolgabírái és esküdtei által bizonyított vádat.
Gilétfi Miklós nádor előtt ez évben emel újra panaszt Várdai János, ez esetben Ajak birtok elidegenítése miatt.
1352 március végén a vasvári káptalan előtt Márk fia Pethő mester tiltotta Magyar Pált és családját a vas megyei Gelse possessió eladományozásától. Az év májusának végén I. Lajos király bácsi káptalannak küldött meghagyásában Magyar Pál még gimesi várnagyként szerepel.
A várnagyi tisztet 1355-től már – a Záh féle merénylet idején még alasztalnok mesterként ismert – Cselen fia Sándor fia János töltötte be.
1353 augusztus közepén László csázmai prépost – királyi titkos kancellár és kápolnaispán – előtt Gelse, Gerl, Nagymézadó (Nogmezadow) és Kismézadó (Kysmezadow)] vas vármegyei birtokait és Hosszúpáh (Hwzwpah) zala vármegyei birtokát a feleségének adta.
Adományozását feltehetően a Nádasd nemzetség Pető ágának örökösödés címén feltámasztott jogigénye váltotta ki.
1354-ben fia László meghal – nagyobb fiát már ezt megelőzően elveszítette – a halálesetről feleségének 1355. évi adományleveléből értesülünk. A budai káptalan által kiállított oklevél szerint Gelsei Margit férje egyetértésével az óbudai klarissza kolostornak nyolc Szabolcs és Szatmár vármegyében lévő birtokot adományoz, az oklevél szerint a bodrog vármegyei két Adorján birtokot a kolostor már fia temetésekor megkapta. Az oklevélben kinyilvánítja, hogy menye valamint önmaga is a fiát befogadó kolostorba kíván temetkezni.
1354 decemberének közepén a váradi káptalan előtt, felesége hitbér és jegyajándék-áról valamint lánya Erzsébet leánynegyed-éről rendelkezik. 
A királyi megerősítés ezekről a birtokadományozásokról 1355 március közepén történt – Pál mester szolgálataiért és felesége kérésére – különleges kegyként a szabad rendelkezés jogának megadásával.
Még 1354-ben egy a jobbágyai általi hatalmaskodás – erdőpusztítás – során okozott kár ellentételeként egy ajaki földrészt szomszédjának Várdai Jánosnak ad.
1355 augusztusában szomszédság jogán Regeni Tamás fia István tiltakozik a király előtt az ellen, hogy Magyar Pál és felesége a szabolcs vármegyei Bács (Bach)birtokot másoknak akarják eladni.
Ez évben találkozunk Magyar Pál és felesége nevével a szabolcs vármegyei Batli birtokkal kapcsolatban is.
1359 február végén Újlaki Miklós (Csák nembeli Miklós) országbíró itéletleveléből Magyar Pál és Gyulaházai Gergely fia Gyula pozsonyi alispán és várnagy közötti perről szerezhetünk tudomást. A perre az óbudai apácák Mwsey és Zalka birtokokba történő beiktatása folyamán tett ellentmondás miatt került sor. Magyar Pált ügyvédje Simon mester képviselte, a bemutatott iratok alapján a birtokokat az országbíró Gyula mesternek ítélte, Pál mesternek pedig örök hallgatást parancsol. – A birtokokat melyek Magyar Pál 1354 évi – felesége és leánya számára történt – adományának a részét képezték felesége Margit asszony már 1358 előtt eladta Gyulaházai Gyula mesternek, az erre vonatkozó királyi megerősítés 1358 március közepén kelt.
Magyar Pál valószínűleg Pápocon halt meg 1361-ben, felesége egy 1361.11.21-én kiállított oklevélben már mint özvegye szerepel.
Özvegye a birtokok ügyes – bajos dolgait még több mint tíz évig igazgatta, Ő alapította a pápoci perjelséget és prépostságot, 1371-ben tette utolsónak ismert végrendeletét.